# Grecsó Krisztián
Grecsó Krisztián (Szegvár, 1976. május 18. –) József Attila-díjas magyar költő, író, dalszerző, az Élet és Irodalom munkatársa, Szegvár és a 13. kerület díszpolgára. Öccse Grecsó Zoltán táncművész, koreográfus.

## Élete
Grecsó Krisztián 1976-ban született Szegváron, paraszti családban. Az általános iskolát szülőfalujában végezte, a csongrádi Batsányi János Gimnáziumban érettségizett. Békéscsabán, a Kőrösi Csoma Sándor Főiskolán tanítói képesítést szerzett. Ezután a József Attila Tudományegyetem magyar szakán tanult, tanulmányait 2001-ben fejezte be. Ez alatt az SZTE Eötvös Loránd Kollégium tagja volt, ahol irodalmi felolvasóesteket is szervezett.
Újságírói tevékenységét a Békés Megyei Napnál kezdte. 1997-től volt a Bárka folyóirat külső munkatársa, majd 2001-től 2006-ig szerkesztője. Két évig a Nők Lapja vezetőszerkesztőjeként dolgozott és egy cikluson át a Szépírók Társaságának alelnökeként tevékenykedett. Az Élet és Irodalom prózarovatát 2009-től vezeti. 
Regényei megjelentek arabul, csehül, németül, horvátul, lengyelül, szlovénul, törökül és oroszul. Írt forgatókönyveket és több színdarabot, szövegkönyvet is jegyez (Katona József Színház, Vígszínház). Több mint 15 kötetét publikált a Magvető kiadónál, regényeket, novellákat, verseket, tárcákat. Kamasz kora óta énekli verseit, több formációban hozott létre zenés irodalmi esteket, előadásokat. Ezek közül a beck@grecsó és Grecsó-Hrutka Tandem lemezein énekes-dalszerzőként is bemutatkozott. Ismert zenekaroknak és énekeseknek írt dalszövegeket.

## Magánélete
Nős, felesége Árvai Judit, a Magvető Könyvkiadó munkatársa. Kislányukkal, akit örökbe fogadtak, Budapesten élnek.
2018-ban diagnosztizálták HPV okozta rákkal; egy gyötrelmes terápia után sikerült felépülnie.

## Művei
- Vízjelek a honvágyról (versek, 1996, Tevan, Békéscsaba)
- Huszonötödik óra. Benyovszky Anita, Grecsó Krisztián, Kleinheincz Csilla, Kovács Judit, Nagy Cili, Pacziga Andrea, Renczes Cecília és Rózsássy Barbara költői antológiája; szerk. Kárpáti Kamil; Stádium, Bp., 1997
- Angyalkacsinálás. Dokument (versek, 1999, JAK – Kijárat)
- Pletykaanyu (elbeszélések, 2001, Jelenkor)
- Caspar Hauser (bibliofil kiadvány, versek, 2001, Körös Könyvtár)
- Végül befűzi önmagát. (a Vésztői Sziget Alkotókör antológiája; szerk.: Grecsó Krisztián; Önkormányzat, Vésztő, 2003)
- Isten hozott. A Klein-napló. Regény; Magvető, Bp., 2005
- Isten hozott. A Klein-napló. Regény; 2. jav. kiad.; Magvető, Bp., 2006
- Hasutasok (forgatókönyv, 2006, Szőke András filmje, Hunnia)
- Pletykaanyu. Elbeszélések; 2. átdolg. kiad.; Magvető, Bp., 2006
- Megy a gőzös (forgatókönyv, 2007, Koltai Róbert filmje, Filmsziget)
- Tánciskola (regény, 2008, Magvető Könyvkiadó)
- Cigányok (dráma, 2010, Katona József Színház, rendezte: Máté Gábor)
- Mellettem elférsz (regény, 2011, Magvető Könyvkiadó)
- Mikszáth 21; Mikszáth Társaság, Horpács, 2012 (Mikszáth könyves-téka)
- Megyek utánad (regény, 2014, Magvető Könyvkiadó)
- Jelmezbál. Egy családregény mozaikjai; Magvető, Bp., 2016
- Harminc év napsütés. Egy csendes kalendárium; Magvető, Bp., 2017
- Barabás Zsófi; szöveg Grecsó Krisztián, Térey János; Faur Zsófi Galéria, Bp., 2017 (Mai magyar képzőművészet)
- A Pál utcai fiúk (szövegkönyv, 2017, Vígszínház, rendező: Marton László, zeneszerző: Dés László, dalszövegíró: Geszti Péter)
- Dés László: A Pál utcai fiúk. Nyomtatott kotta. A zenés játék dalai. Molnár Ferenc azonos című regénye nyomán; dalszövegek Geszti Péter, szövegkönyv Grecsó Krisztián; Móra, Bp., 2017
- Vera (regény, Magvető, Bp., 2019)
- Magamról többet; (Magvető, Bp., 2020) (új versek)
- Belefér egy pici szívbe; Magvető Bp., 2020 (gyerekversek)
- Ami elhasadt; (verseskötet, POKET Zsebkönyvek, 2021)
- Valami népi; (Magvető, Bp., 2022) (elbeszélések)
- Tíz eszkimó (dráma, 2022, Katona József Színház, rendezte: Máté Gábor)
- Lányos apa; (Magvető, Bp., 2023)
- Budapest Nagyregény. Budapest Brand Nonprofit Zrt., Bp., 2023 (társszerző)
- Apám üzent; (Magvető, Bp., 2024)

### Idegen nyelven
- Lange nicht gesehen. Roman (Isten hozott); németre ford. Tankó Tímea; Claassen, Berlin, 2007
- Buď vítán. Kleinuv deník (Isten hozott); csehre ford. Ana Okrouhlá; Kniha Zlín, Zlín, 2008
- Dobro došao! (Isten hozott); horvátra ford. Xenia Detoni; Fraktura, Zapresic, 2011
- Kraj mene ima mjesta i za tebe (Mellettem elférsz); horvátra ford. Xenia Detoni; Jurcsic, Zagreb, 2015
- Tanecní skola (Tánciskola); csehre ford. Ana Okrouhlá; Kniha Zlín, Zlín, 2011
- Pesinden gidiyorum. Roman (Megyek utánad); törökre ford. Gün Benderli; Alakarga, Istanbul, 2016

## Publikációi
Grecsó 27 éve rendszeresen publikál irodalmi folyóiratokban, napi és hetilapokban, netes portálokon, több ezer írás (novella, vers, riport, cikk, dráma, interjú stb..) jelent meg a neve alatt.

## Filmek
- Hasutasok, színes magyar vígjáték, 2006, forgatókönyvíró
- Hajónapló, színes magyar filmsorozat, 2009, író

## CD-k és hangoskönyvek
- Pletykaanyu; Stohl András és Grecsó Krisztián előadásában; Kossuth–Mojzer, Bp., 2013
- Rájátszás: Költészet popritmusban, Bookline, Bp., 2013
- Rájátszás: Szívemhez szorítom, Magvető, Bp., 2015
- Vera; Törőcsik Franciska előadásában; Kossuth–Mojzer, Bp., 2019
- Grecsó – Hrutka Tandem: Első évre fecske (dalok, énekelt versek, zenés verskollázsok), magánkiadás, 2020
- Pici szív tánczenekar: Belefér egy pici szívbe (gyerekdalok), Tom-Tom Records, 2021
- beck@grecsó: Hoztunk valamit magunkból (énekelt versek), ZAJZAJZAJ Kiadó, Pécs, 2022
- Hrutka Róbert – Grecsó Krisztián: Ajtók (oratórium), Tom-Tom Records 2023

## Díjai
- Gérecz Attila-díj (1996, az év legjobb első könyve díj), 2018-ban visszaadta
- Móricz Zsigmond-ösztöndíj (1999)
- Nemzeti Kulturális Alapprogram alkotói ösztöndíja (2001, 2003)
- Örkény István drámaírói ösztöndíj (2002)
- Bródy Sándor-díj (2002, az év legjobb szépprózai elsőkötetéért)
- Faludy György-díj (2002)
- Déry Tibor-díj (2004)
- Darvas-díj (2006)
- József Attila-díj (2006)
- Márciusi Ifjak Díj (2008)
- AEGON művészeti díj (2012)[6]
- Szegvár díszpolgára (2017)
- Merítés-díj (2017)
- Libri irodalmi közönségdíj (2020, 2021)
- Harsányi Zsolt-díj (2020)
- Szeged Emlékérem (2021)[7]
- A XIII. kerület díszpolgára (2021)[8]

## Róla írták
- Köteteiről, drámáiról több száz kritika, beszámoló jelent meg.